# Leucotrieno

A estrutura química do Leucotrieno B4.

Leucotrienos são lipídios da família dos eicosanóides. São mediadores autócrinos e parácrinos derivados da via mediada pela lipo-oxigenase da cascata do ácido araquidônico.
Os leucotrienos são extremamente potentes na constrição da musculatura lisa. Além disso, os leucotrienos participam nos processos de inflamação aguda, aumentando a permeabilidade vascular e favorecendo, portanto, o edema da zona afetada.

## Tipos
- LTA4, LTB4, LTC4, LTD4, LTE4, LTF4

## Biossíntese
O controle da biossíntese dos leucotrienos está envolvido com a liberação do ácido aracdônico e com a regulação da atividade da 5-lipoxigenase, ou seja, a disponibilidade de ácido graxo. A síntese se inicia com a interação de alguns hormônios, como por exemplo a histamina, bradicinina, angiotensina II e trombina. 

O ácido aracdônico pode ser oxidado pela 5-lipoxigenase em conjunto com a proteína auxiliar FLAP (5-LO-activing protein) formando um intermediário instável LTA4. LTA4 pode ser hidrolisado e formar LTB4 ou pode ser conjugado pela glutationa formando LTC4, que é convertido a LTD4 e por fim para LTE4, que tem ação de quimiotração de neutrófilos, células envolvidas na asma, por exemplo. Os LTC4, LTD4 e LTE4 formam o que chamamos de cisteinil-leucotrienos ou peptidoleucotrienos.

## Produção
Os leucotrienos são liberados por células inflamatórias quando são ativadas como leucócitos polimorfonucleares, macrófagos ativados e mastócitos. As células dendríticas, como possuem maquinaria para converter ácido aracdônico em leucotrienos pós-inflamatórios, também estão responsáveis por sua produção.
Essa produção ocorre pela via da lipoxigenase a partir do ácido aracdônico.

## Receptores
Foram identificados três tipos de receptores onde os leucotrienos atuam:
- Receptor para LTB4;
- Receptor para cisteinil-leucotrieno 1 (CysLt1);
- Receptor para cisteinil-leucotrieno 2 (CysLt2).
O receptor principal em seres humanos é o CysLt1.

## Patologia
Elevação na produção de leucotrienos pode estar associada a doenças inflamatórias como:
- Asma;
- Artrites;
- Glomerulonefrite;
- Doenças inflamatórias do intestino.

## Alvo Farmacológico
Os fármacos anti-leucotrienos são desenvolvidos com objetivo de:
- Inibir a enzima 5-lipoxigenase, a FLAP,ou a PLA2;
- Serem antagonistas dos receptores dos leucotrienos. 
Ao inibir a enzima 5-lipoxigenase, com o fármaco Zileuton por exemplo, se diminui o broncoespasmo para o tratamento da asma. Inibindo essa enzima, a produção de peptidoleucotrienos e de LTB4 é bloqueada, sendo um importante fármaco para o tratamento de asma. 

Já os antagonistas seletivos de receptores de leucotrienos bloqueiam principalmente a CysLt1, que mediam ações de peptidoleucotrienos. 